# Streisângeorgiu, Hunedoara
Streisângeorgiu este o localitate componentă a orașului Călan din județul Hunedoara, Transilvania, România.

## Lăcașuri de cult
În cimitirul satului se păstrează vechea biserica Sf. Gheorghe construită la sfârșitul secolului al XI-lea în forme romanice simplificate. Are o formă de navă care înglobează la vest un mic turn-clopotniță, spre răsărit fiind prevăzută cu un altar de plan patrulater. În anul 1313 a fost pictată din inițiativa cneazului Bâlea, executant fiind zugravul Teofil (în altar se păstrează fragmente din decorul originar, care vădește relații stilistice strânse cu pictura bizantină). În 1409 a fost reparată și repictată. Pictura votivă îi înfățișează pe cneazul Lațcu Cândreș și soția sa, Nistora. Interiorul a fost repictat în 1743 de zugravul Gheorghe Șandor din Făgăraș. Spre apus a fost adăugată o tindă în secolul al XVIII-lea.

## Imagini

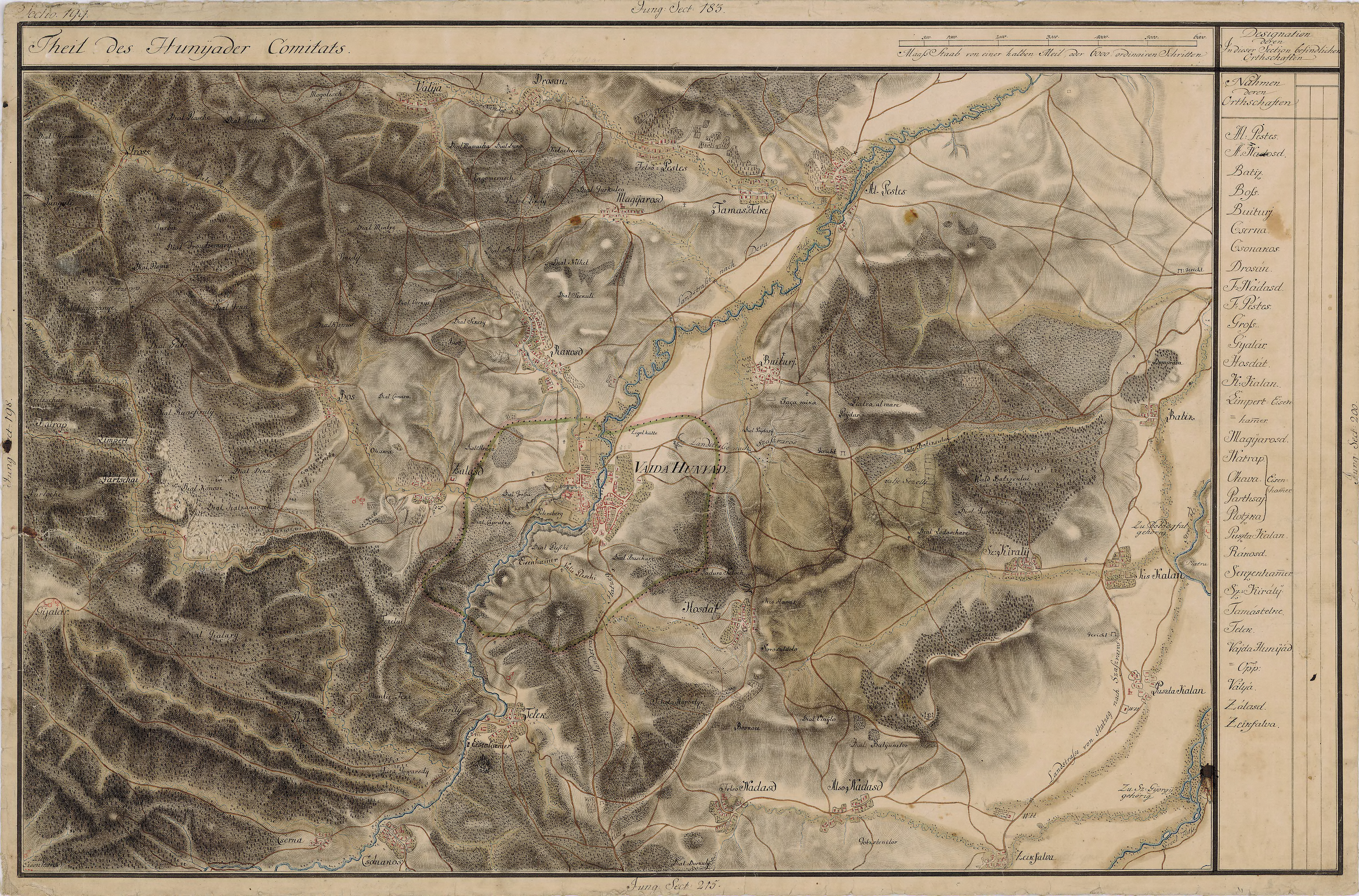
Streisângeorgiu în Harta Iosefină a Transilvaniei, 1769-1773
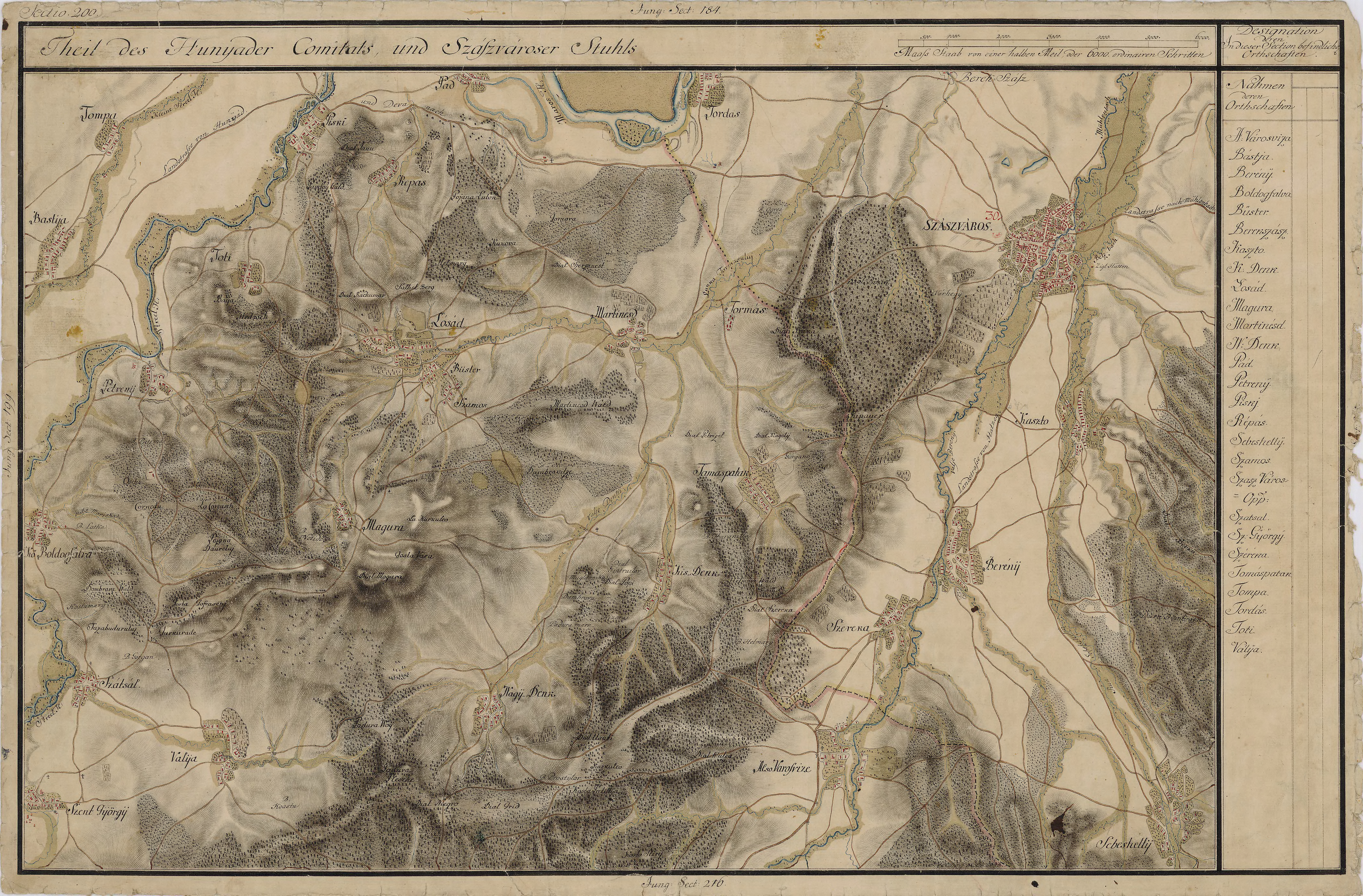
Streisângeorgiu în Harta Iosefină a Transilvaniei, 1769-1773

## Personalități
- Moise Dănesc I. Petru (1887 - 1974), deputat în Marea Adunare Națională de la Alba Iulia 1918